# 姉帯小鳥谷根反の珪化木地帯

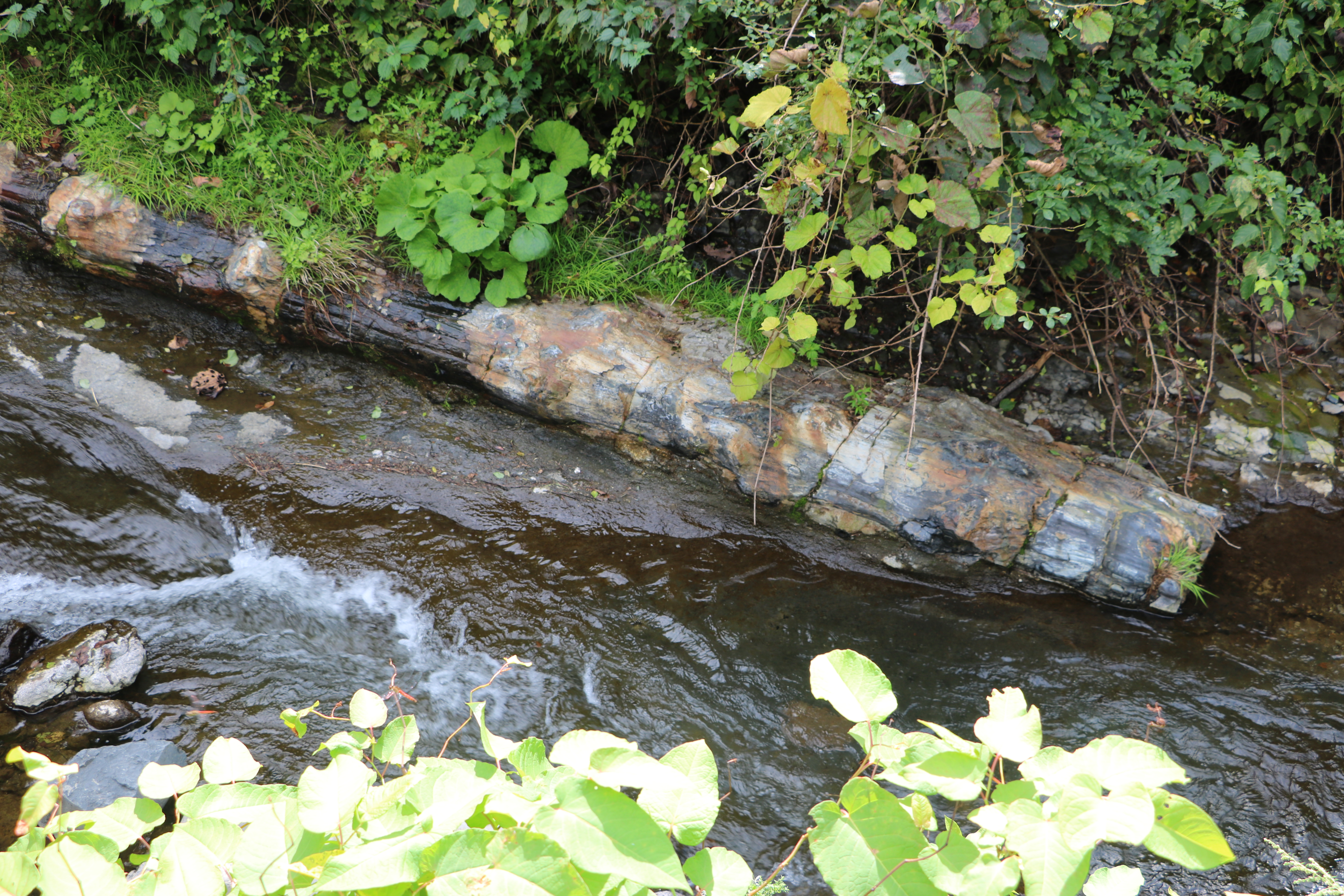
根反川支流の河床に露出する横たわった巨大な珪化木。特別天然記念物の「根反の大珪化木」から約2.5キロ上流にある。長さは約13 m（メートル）、太さ直径は100 cm（センチメートル）もある。2022年9月8日撮影。

姉帯小鳥谷根反の珪化木地帯（あねたいこずやねそりのけいかぼくちたい）は、岩手県二戸郡一戸町にある、地中に多数の珪化木を含む、国の天然記念物に指定された地層である。
珪化木とは、地中に埋没した樹木の幹や根などにケイ酸分の多い地下水等がしみ込み、長期間の作用により二酸化ケイ素に置換されることによって、材質全体が石化したもので、完全に置換されると年輪など植物組織がそのまま保存される一種の化石である。
一戸町を流れる馬淵川と、その支流の平糠川が合流する地点の、姉帯（あねたい）および小鳥谷（こずや）地区、そして馬淵川に注ぐ小さな支流、根反川上流の根反（ねそり）地区の地層中には、状態の優れた珪化木が広い範囲に多数含まれており、川の流水による侵食で地表に露わになった珪化木だけでなく、地中には未発見の夥しい数の珪化木が眠っていると考えられている。地表に露出している珪化木だけでも、直立した状態で根株が残る珪化木が狭い範囲に多数ある場所もあり、地質学者らには、化石の森、化石林 などと呼ばれている。周辺一帯は日本国内における最大規模の珪化木包含地帯であり、1941年（昭和16年）2月21日に「姉帯小鳥谷根反の珪化木地帯」として国の天然記念物に指定された。

## 解説

### 研究史と天然記念物指定の経緯
岩手県北部の二戸郡一戸町を流れる馬淵川の流域は、水流で地層が洗われた河川敷に珪化木が点在しており、中でも根反（ねそり）地区にある、高さは6.36 m（メートル）、直径1.8 mという巨大な直立した珪化木は1936年（昭和11年）に根反の大珪化木として国の天然記念物（その後1952年（昭和27年）には特別天然記念物に格上げされている。）に指定されるなど、馬淵川上流部一帯は珪化木の多産地帯として古くより知られていた。
約1700万年前の新生代第三紀に降り積もった火山灰により埋もれたもので、樹種としてはセコイアメスギなどの、一般にレッドウッドと呼ばれる針葉樹が多いが、ブナやナラ、ケヤキなどの広葉樹も含まれている。当該天然記念物指定エリア流域の河床や川岸には、保存状態の良い多数の露出した珪化木があり、その多くは横たわった状態であるが、中には根や株がそのまま残った直立した状態の珪化木もあることから、周辺の珪化木は別の場所から流されてきたものではなく、元々この場所に生育していた樹木が立木のまま埋没したものと考えられ、原地堆積性であることを示している。
馬淵川一帯の珪化木について詳細な学術調査を行い、珪化木の組織を採取して樹種を特定し最初に記載したのは、東京大学理学部植物学教室の亘理俊次である。亘理は日本国内における珪化木研究を最も早くに手掛けた人物で、特に亘理による馬淵川上流域一帯の調査は、日本の珪化木研究の本格的な始まりとして知られている。
亘理が当地での調査を行うこととなったのは、1940年（昭和15年）の初夏に、天然記念物調査委員で地質学者の脇水鉄五郎に勧められたことが契機であったという。亘理は同年6月に当地を訪れ、岩手県師範学校の鳥羽源蔵と、珪化木が所在する（当時の）姉帯村・小鳥谷村・浪打村当局各位の案内により、一帯の河川敷を踏査し、多数の材化石（fossil wood、化石分類群を参照）を組織的（解剖学的）に調べ上げ、その結果を同年の『日本植物学輯報』（第11巻）に発表した。この時に亘理が記載し明らかにされた種は9種、そのうち次の7種が亘理によって新種記載された。
- Pinoxylon mabetiense  Watari 1941a
- Quercinium anataiense  Watari 1941a
- Ulminium zelkowiforme  Watari 1941a（後に Laurinium machiliforme  Watari 1941aへ組替え）
- Piceoxylon Wakimizui  Watari 1941b
- Taxodioxylon sequoianum (Merckl.) em. Gotha
- Fegonium hondoense  Watari 1941b
- Acerinium iwatense  Watari 1941b（後に Prunus iwatenseへ組替え）

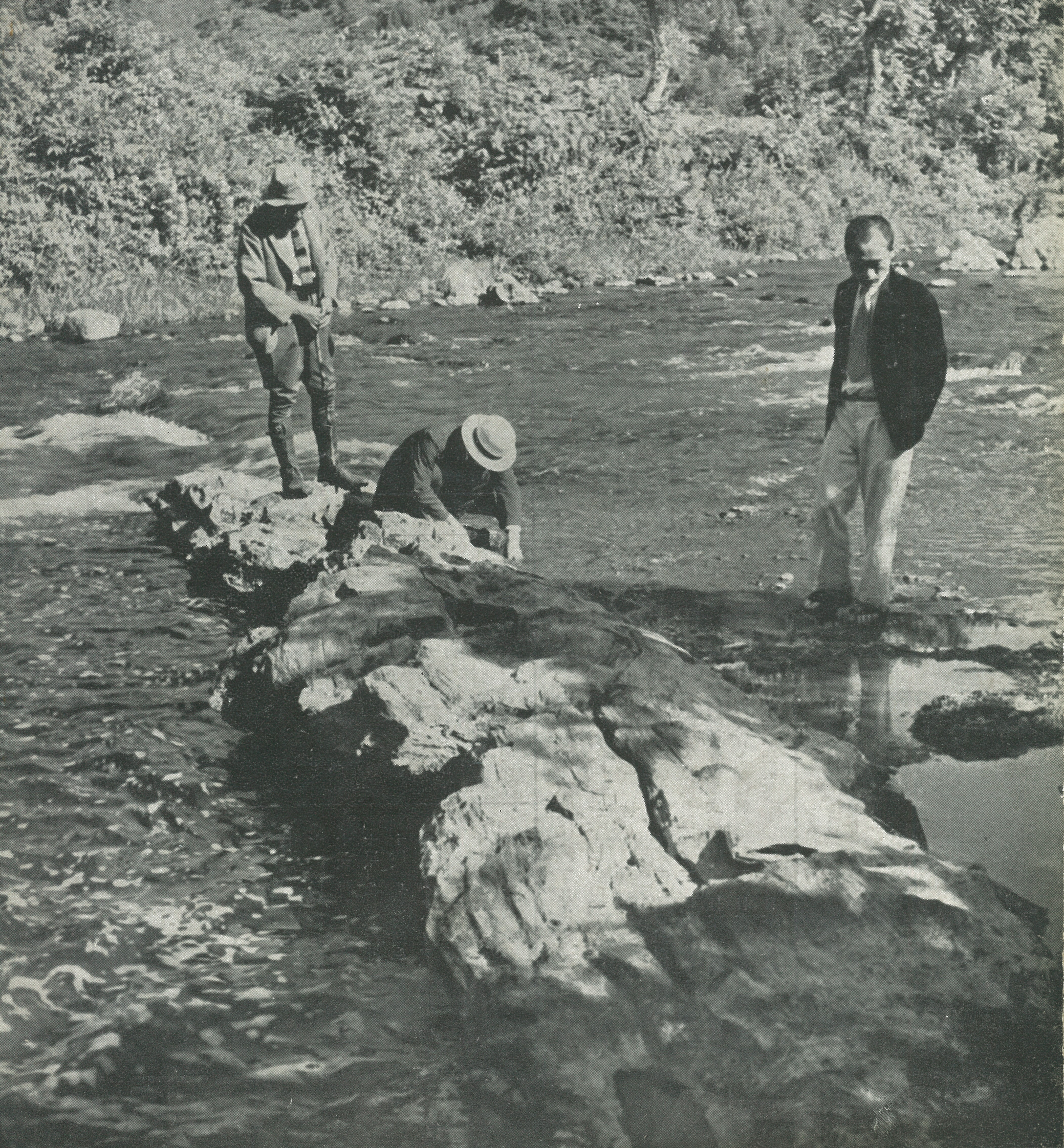
1940年（昭和15年）6月に撮影された、旧姉帯村の下村地区を流れる馬淵川の河床に露出した巨大な珪化木。種は Pinoxylon mabetiense Watari 1941a。

なお、亘理はこの他に広葉樹の一種を認めているが、保存状態が悪く科属すら判明しなかったため、種名は与えていない。
この報告により、馬淵川上流域一帯の新第三系白鳥川層群最下部の「四ツ役層」と呼ばれる地層には、夥しい量の珪化木が豊富に含まれていることが判明し、この結果を受けて、亘理の調査から間もない半年後の、1941年（昭和16年）2月21日に「姉帯小鳥谷根反の珪化木地帯」として国の天然記念物に指定された。

### 指定後の経過
天然記念物の指定範囲は、馬淵川本流と平糠川との合流地点より馬淵川本流に沿った上流5,000 m（メートル）、同合流地点より平糠川に沿った上流3,000 m。ならびに根反川と馬淵川本流との合流地点より根反川に沿った上流5,500 m以内の河川敷と定められている。
指定地一帯の珪化木には、根付きの直立樹幹を持つものと、横たわった状態の2つのタイプがあり、前者は現地性、すなわち化石林とよばれるもので、後者は異地性、すなわち火山泥流や岩屑流などによって移動してきたものと考えられている。
これらの珪化木を観察することが出来るのは、河川の水流によって洗われたことで、たまたま川岸や河床に露出したものであるが、このことは反対に洪水などが発生すれば流失してしまうことを意味する。実際に、亘理が1940年（昭和15年）に馬淵川や平糠川で撮影した珪化木の多くは、その後の洪水などにより今日では姿を消している。
その一方で、新たに発見される珪化木もあり、主に岩手県内の研究者らにより継続的な調査活動が行われ、2014年（平成26年）には岩手県立博物館の教育普及事業の一環として、一般参加者も募って根反川一帯の珪化木地帯を歩く観察会が開催されるなど、教育や文化活動に活用されている。

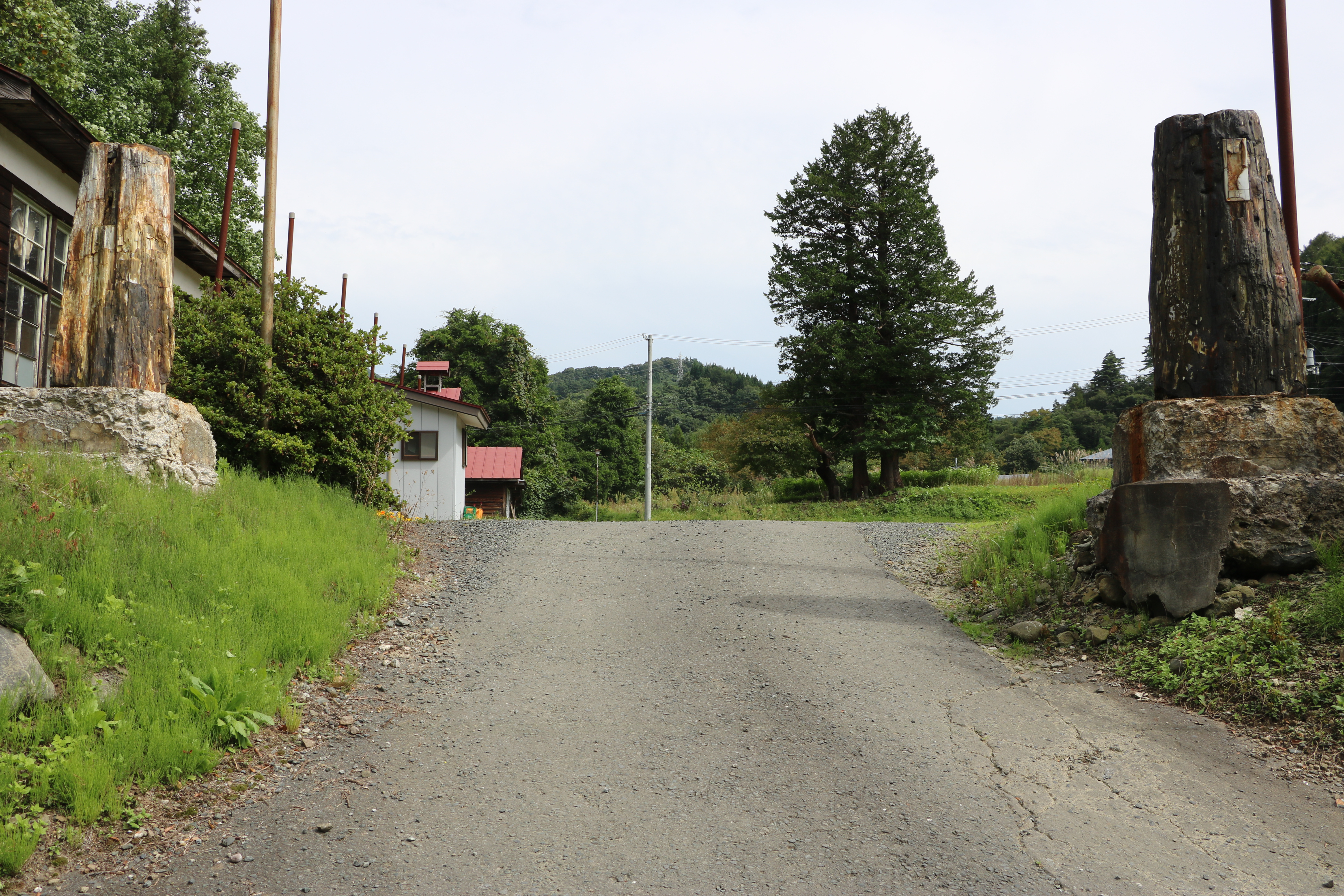
根反地区にある旧根反小学校。校門の両脇に珪化木の門柱が設置されている。2022年9月8日撮影
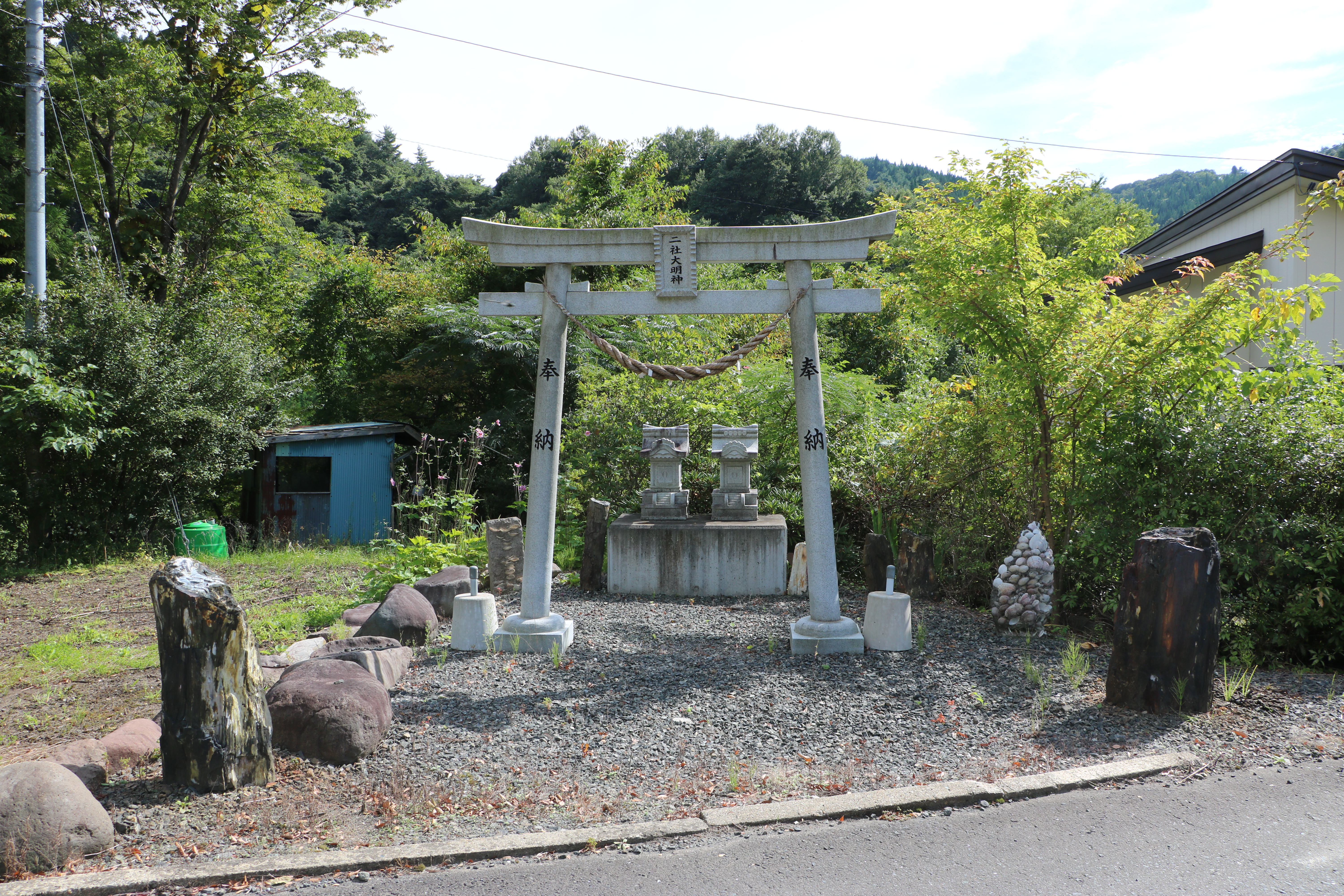
根反地区の二社大明神。ここにも珪化木の門柱が左右に設置されている。2022年9月8日撮影。
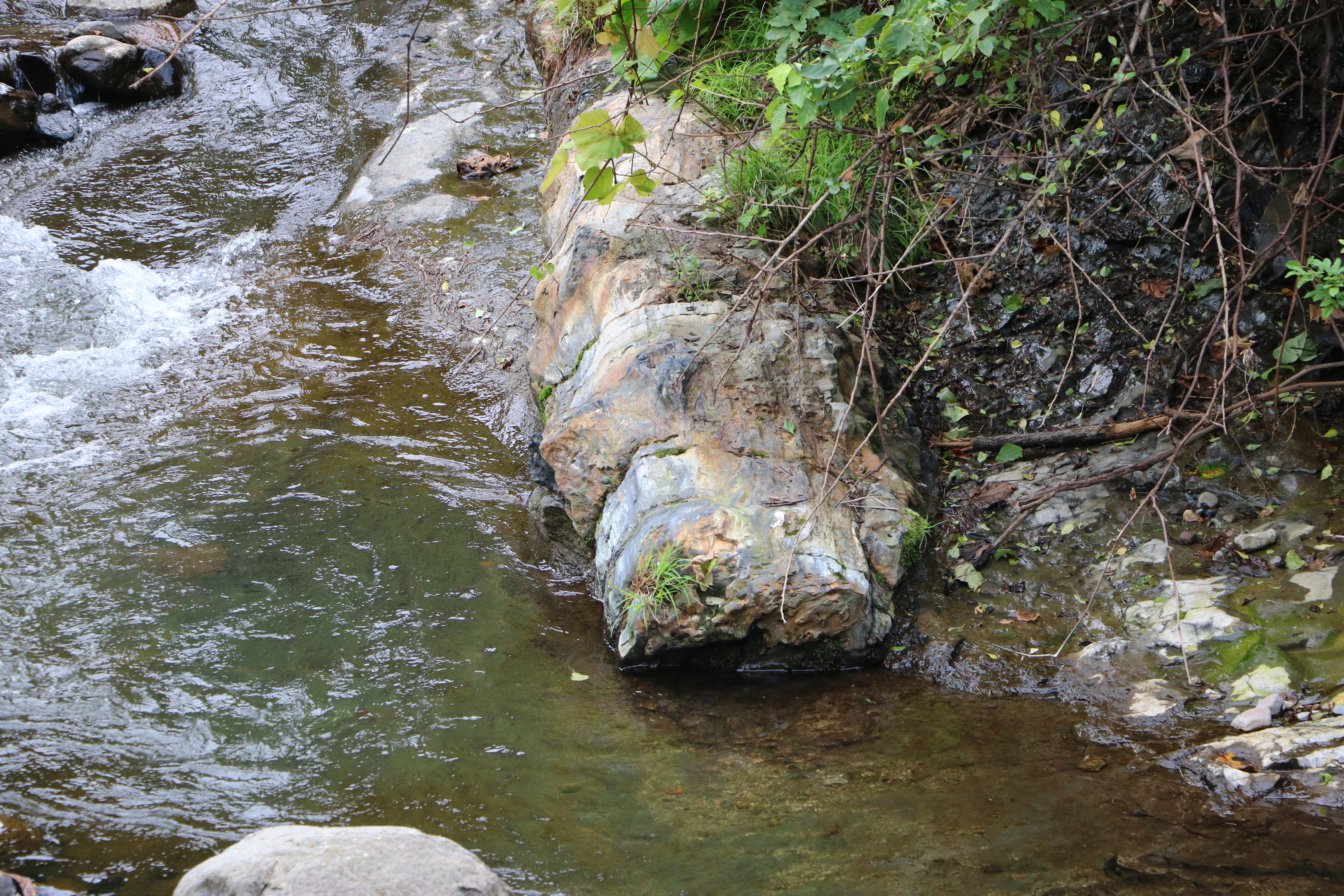
根反川上流部河床の珪化木。2022年9月8日撮影。
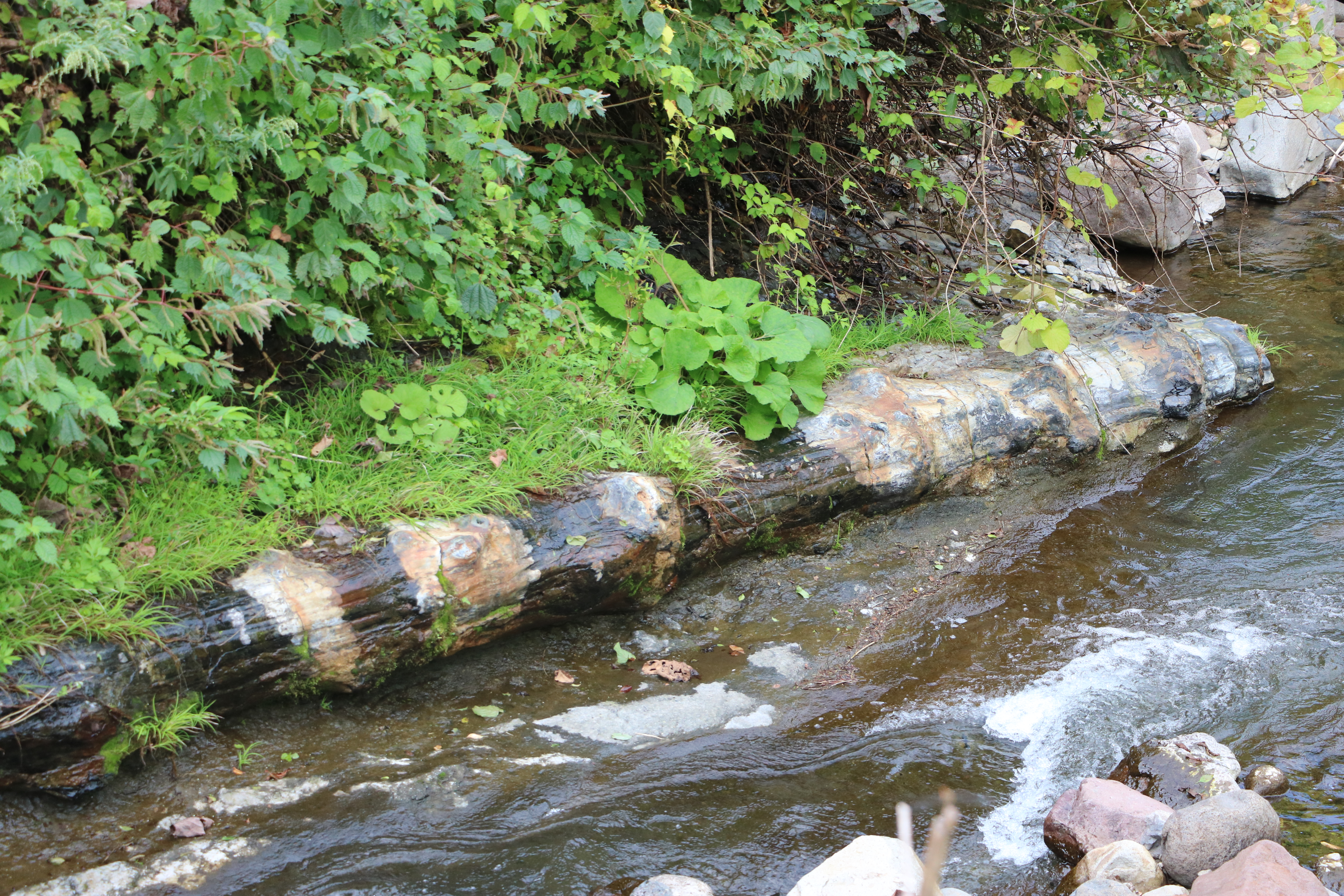
根反川上流部河床の珪化木。2022年9月8日撮影。

## 交通アクセス
所在地
- 岩手県二戸郡一戸町姉帯・小鳥谷・根反

交通
- ここでは最寄りの駅とインターチェンジを示す。
  - IGRいわて銀河鉄道いわて銀河鉄道線一戸駅および小鳥谷駅。
  - 八戸自動車道一戸インターチェンジ。